# Beatrice av Brabant
Beatrice av Brabant, död 1288, var lantgrevinna av Thüringen 1241–1247, gift med Henrik Raspe, och grevinna av Flandern 1247–1251, gift med greve Vilhelm II av Flandern. Hon var känd som kulturell mecenat.